# 彼得·奥勒姆
彼得·奥勒姆（英語：Peter Allam，1959年7月25日—），英国男子帆船运动员。他曾代表英国参加1984年和1992年夏季奥林匹克运动会帆船比赛，其中1984年奥运会获得一枚铜牌。